# Asendorf
Asendorf là một đô thị thuộc huyện Diepholz, trong bang Niedersachsen, Đức. Đô thị này có diện tích 58,16 km².

## Địa lý

### Vị trí
Xã này nằm cách 36 km về phía nam của Bremen.

### Phân cấp hành chính
Asendorf được chia thành các thôn sau đây:
1. Asendorf (trung tâm)
2. Brebber
3. Essen
4. Graue
5. Haendorf
6. Hohenmoor
7. Kuhlenkamp
8. Uepsen